# Бад Аролзен
Бад Аролзен (на немски: Bad Arolsen, Arolsen) до 1997 г. Аролзен е малък град в Хесен, Германия, с 15 399 жители (към 31 декември 2014).
- Дворец Аролзен
- Дворец-резиденцията „Residenzschloss“